# ضرية
ضرية هي مدينة سعودية والمركز الإداري لمحافظة ضرية التابعة لمنطقة القصيم.

## التسمية
وسميت ضرية بهذا الاسم نسبة إلى ضرية بنت ربيعة بن نزار بن معد بن عدنان، وفيها كان حمى ضرية الذي اختاره عمر بن الخطاب حمىً لإبل الدولة الإسلامية ثم صارت له شهرة أكثر لمرور طرق الحج عبره من العراق وهي مركز الخلافة إلى الحرمين الشريفين، قال حمد الجاسر: "حمى ضرية ويسمى أيضاً حمى الشَرَف، وهو أشرف الأحماء وأسيرها ذكراً,،وكان حمى كليب بن ربيعة وبه كانت ترعى إبل الملوك، ويقع هذا الحمى في كبد نجد غرب إقليم السر وجنوب القصيم وشمال العرض، يمر طريق الرياض – الحجاز (القديم) في طرفه الجنوبي بعد مجاوزة قرية القاعية التي تبعد عن بلدة الدوادمي 95 كيلاً إلى قرب عفيف، ويخترق الطريق المتوجه من عفيف إلى القصيم وسطه"، وفيه قرى ومناهل، ومن أشهر قراه ضرية التي عرف بها، وليست له حدود واضحة تميزه عما يتصل به من الأرض إلّا أن في جوانبه جبالاً وآكاماً كانت تعتبر خيالات – أي حدودا له – ومنها مالا يزال معروفاً.

## أبرز المعالم
وأبرز المعالم التي تحيط بهذا الحمى واديان يحيطان به شرقاً وغرباً، فالشرقي هو وادي الرشاء المعروف قديما بوادي التسرير، فهو ينحدر من جهات الحمى الجنوبية ومن جبل النير ويسير من الجنوب إلى الشمال من اسفل طرف الحمى الجنوبي، متجهاً صوب الشمال الشرقي، متباعداً عن الحمى كل ما انحدر حتى يصل مكاناً يدعى الخرماء في الطرف الجنوبي الغربي من رمال الشقيّقة فينتهي وتبتلع الخرماء والرمال سيوله، وفي هذا الوادي تنحدر سيول الحمى الشرقية. والوادي الثاني وادي الجريب، ويدعى الآن الجرير، وهذا ينحدر من جبال تقع في الجنوب الغربي من النير بقرب أجلى وحبر والذنائب بينها وبين منهل سجا، ويسير متجهاً صوب الشمال تاركاً الحمى شرقه حافاً به عن قرب بحيث أن طرف الحمى الغربي الشمالي يتناول جوانب حول الوادي الذي يصب في وادي الرمة، ولا يفصل بين هذا الوادي وبين الحمى سوى رمل ممتد بامتداده مطوق للحمى من الجهة الغربية يدعى عريق الدسم ويعرف قديماً برمل اللوى ورميلة اللوى. أما من الناحيتين الشمالية والجنوبية فهناك جبلان عظيمان يميزان الناحيتين: فمن الجنوب جبل النير، وهو في الواقع سلسلة جبال يحف طرفها الشرقي الجنوبي بحدود الحمى، ثم تمتد نحو الجنوب الغربي فتبتعد شيئاً فشيئاً عن الحمى عندما تبدو الجبال الواقعة غرب هذا الجبل فيما بينه وبين منهل عفيف كجبل الأخرج وذلك خارج عن الحمى. وضرية بها نقوشات وآثار وكتابات قرانية كثيرة.

## آثار ضرية
ينقسم موقع ضرية من ناحية الآثار إلى قسمين:
- القسم الشمالي: الذي يتكون من آبار مياه ذات فوهات واسعة في جزئها العلوي مطوية بالحجارة، وتقوم على أرض صخرية بحيث يحفر الجزء السفلي بالصخر، ثم تطوى الأجزاء العلوية بالحجارة، والآبار شبه دائرية تتصل بها من أسفل قنوات مائية محفورة بالصخر بشكل دائري، وتمتد على مسافة كيلو متر من جهة الجنوب حيث المزارع وأساسات المباني الصخرية، وأما المباني فهي تتخذ الحجارة عنصراً اساسياً على شكل غرف وأسوار ومنشأت زراعية، حيث يبلغ متوسط سمك الجدران حوالي 40سم، حيث أن الجزء الشمالي قد زحفت عليه المباني وبعض المزارع وحفرت اجزاء منه بواسطة الجرافات والأمطار، ويبرز على سطحه كمية كبيرة من الآثار مثل: الفخار والخزف والزجاج.
- القسم الجنوبي: يقع في وسط وادي ضرية ليحجز المياه القادمة من الغرب إلى الشرق، وقد اختير موقع السد في أضيق منطقة تقريباً، حيث يمتد من الشمال إلى الجنوب على طرفه الجنوبي جبل كويكب، وعلى طرفه الشمالي على الهضبة الصخرية المرتفعة، وقد كان لضلع ضرية الجبلي والهضبة الشمالية دور كبير في حجز المياه وتوجيه مسار الماء إلى جهة السد، وكان السد يتألف من الحجارة الصخرية الكبيرة القوية، والمصفوفة فوق بعضها البعض ومحشو بالكسر الصغيرة لملء الفراغات، ومبني بشكل منحنٍ والهدف من بنائه حجز مياه الوادي القادمة من الغرب لغرض ري المزارع عن طريق حجز المياه التي تغذي الآبار والعيون القريبة منه، وأيضاً المباني الحجرية التي كانت بين ضلعين في منطقة واسعة وزراعية خصبة، ويمر بالقرب منها مجرى الوادي دون الدخول إليها مباشرة، وقد أكسبتها ميزة قربها من مجرى الوادي ووقوعها بين ضلعين في منطقة منبسطة وخصبة، وأما الجدران والأسوار المبنية بالحجارة فقد كانت تُشكل مستطيلاً يبلغ أطواله 300×90م وتختفي بداخله الجدران الداخلية، ويبلغ سمك السور حوالي 90سم.[2]